# انتخابات الرئاسة السريلانكية 2010
انتخابات الرئاسة السريلانكية 2010 هي الانتخابات الرئاسية التي جرت في 26 يناير 2010، لانتخاب رئيس سريلانكا، فاز بالانتخابات ماهيندا راجاباكشا.

## معرض صور

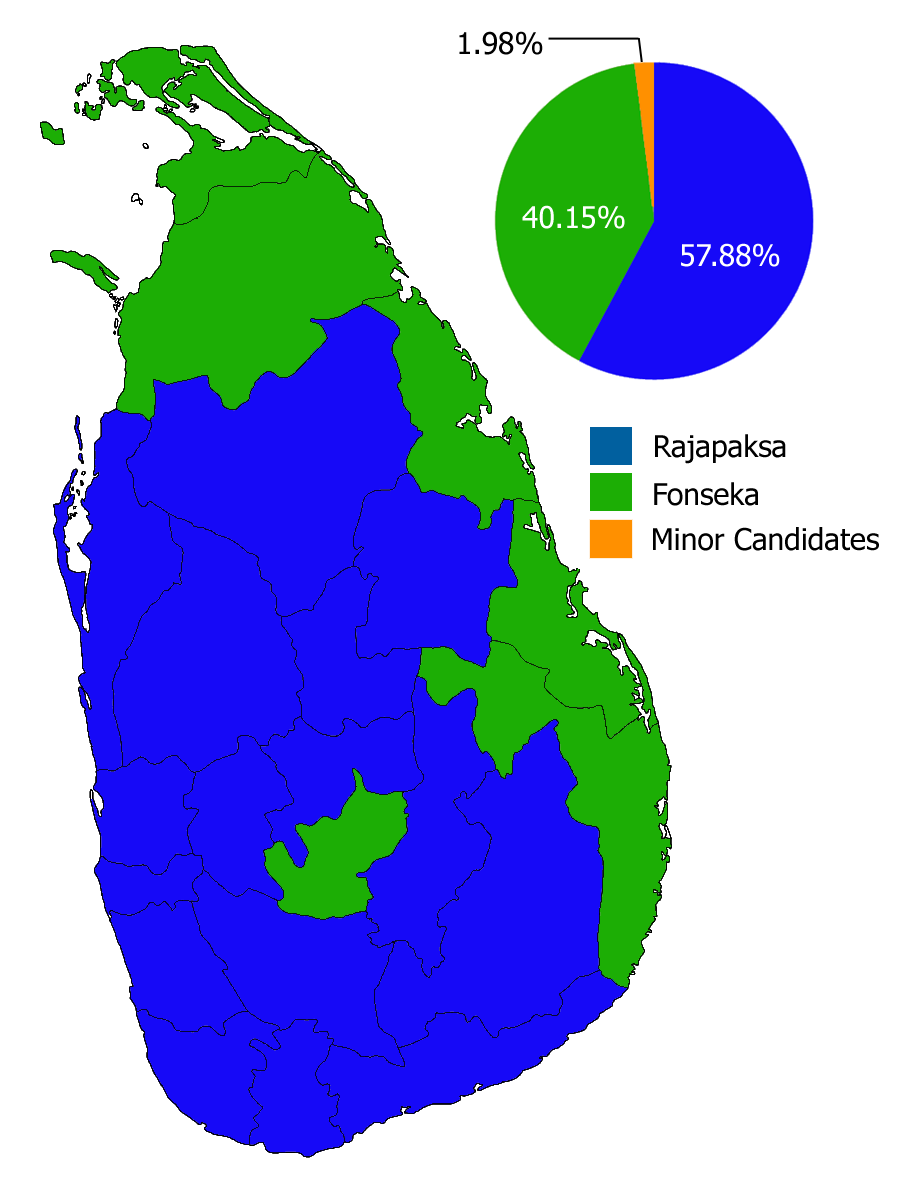
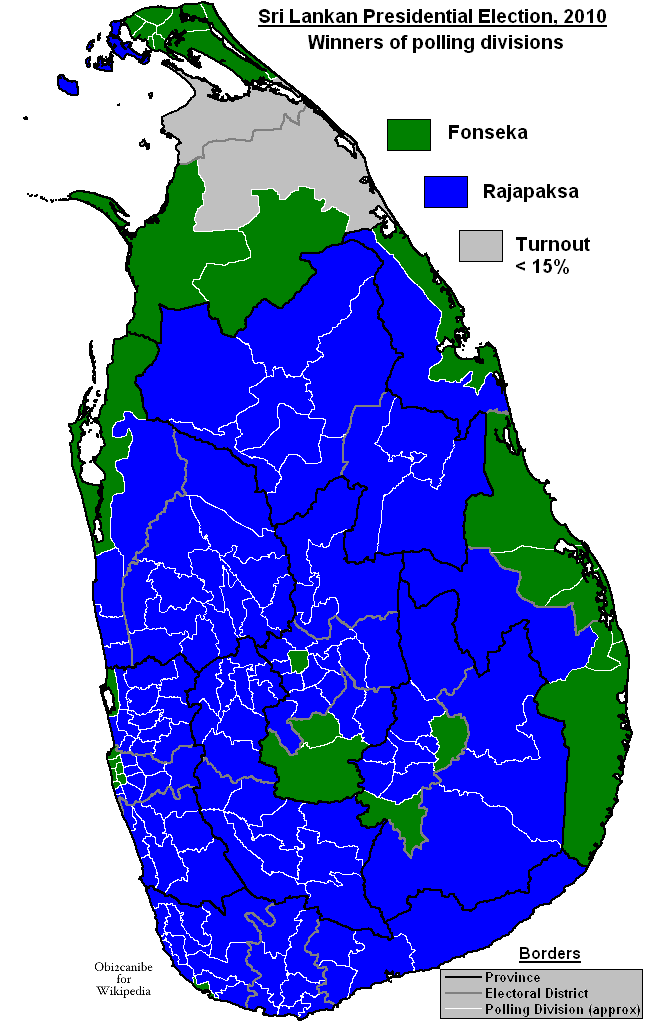